# Live in Donny's Garage
Live in Donny's Garage es un EP realizado en una gira por la banda de rock indie Pinback.  El nombre del EP proviene de que las canciones fueron grabadas en un garaje que alguna vez perteneció a Donny Van Zandt, quien ha tocado con Pinback en el pasado como tecladista.

## Listado de canciones
1. «Avignon» - 2:30
2. «Shag» - 2:29
3. «Hurley» - 3:18
4. «Rousseau» - 4:11
5. «Crutch» - 3:02
6. «Tripoli» - 4:14
7. «This Train» - 3:49